# Toxic Holocaust
Toxic Holocaust est un groupe de thrash metal américain, originaire de Portland, en Oregon. Il est formé en 1999 par le multi-instrumentiste Joel Grind. Le style musical du groupe se caractérise par un thrash metal à la sonorité très old-school. Signé actuellement chez Relapse Records, ce groupe compte à son actif un total de six albums studio, trois démos, onze splits, un EP live ainsi qu'une compilation.

## Biographie

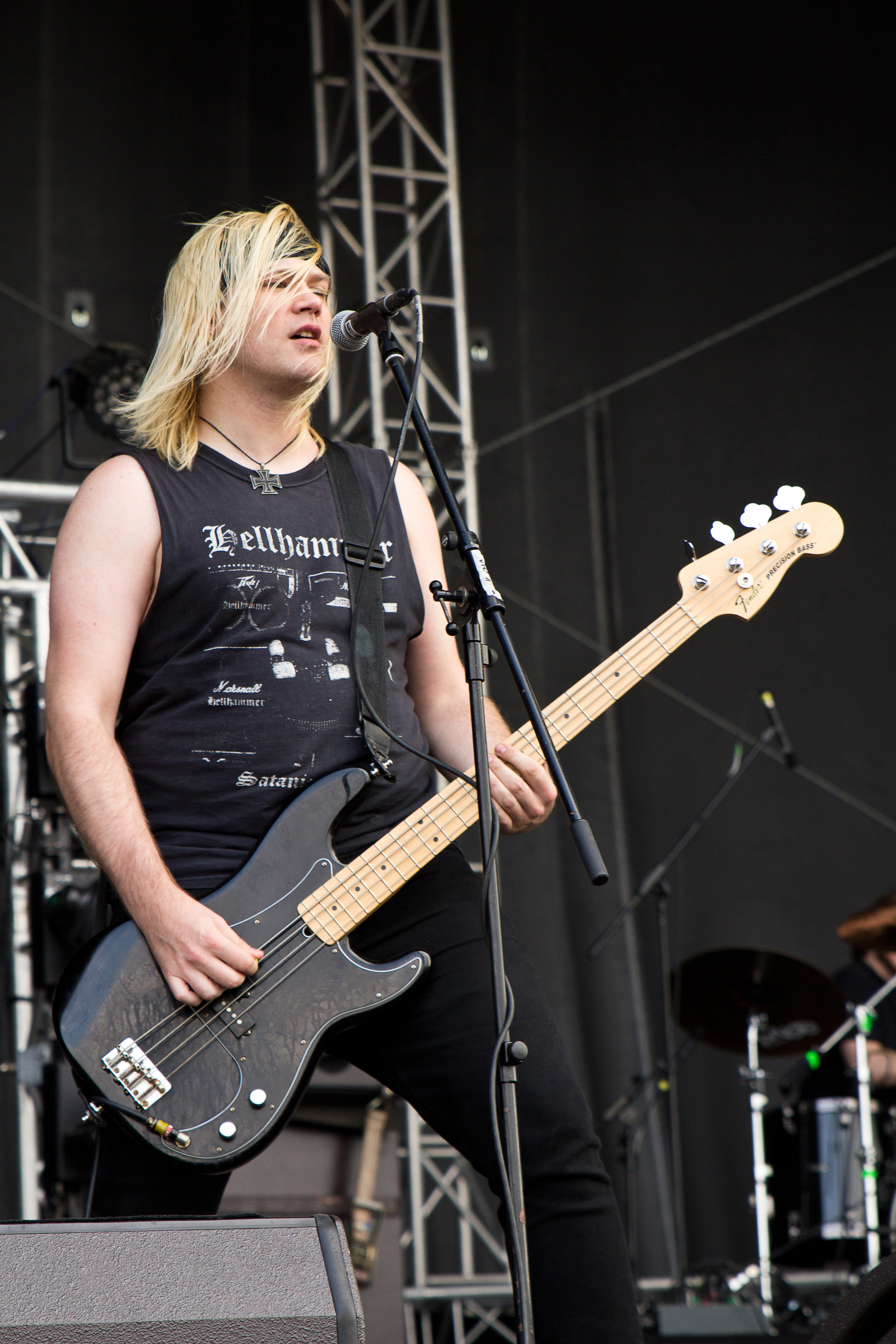
Toxic Holocaust au Party.San Open Air, en 2015.

Joel Grind forme Toxic Holocaust en 1999. Il écrit et enregistre initialement tous les albums du groupe, et, après quelques démos (Radiation Sickness, 1999; Critical Mass, 2002), fait ses débuts officiels au sein de Toxic Holocaust avec Evil Never Dies (2003).
Deux ans plus tard, après quelques tournées et recrutement de membres, Grind publie le deuxième album de Toxic Holocaust, Hell on Earth (2005), qui, encore une fois, est enregistré par lui-même. L'album est notable pour sa pochette réalisée par Ed Repka, connu pour avoir collaboré avec Megadeth, Death et autres. Ils tournent encore, puis signent au label Relapse Records. Après la sortie du troisième album de Toxic Holocaust, An Overdose of Death... (2008), Relapse réédite Evil Never Dies et Hell on Earth. Toxic Holocaust enregistre encore d'autres albums comme Gravelord (2009, EP).
En juin 2011, le groupe publie la chanson Bitch au Decibel Magazine. Une autre chanson, intitulée Nowhere to Run, est publiée sur Facebook. Bitch est extrait de leur nouvel album, intitulé Conjure and Command, prévu et publié le 19 juin 2011 en Amérique du Nord par Relapse Records. En octobre 2013, ils publient le clip de la chanson Acid Fuzz toujours au label Relapse Records. Le 29 octobre 2013 sort leur nouvel album Chemistry of Conciousness. En novembre 2013, ils sont annoncés en tournée européenne avec Exhumed, suivie d'une tournée américaine.
Le 3 mai 2016, Toxic Holocaust annonce une nouvelle tournée européenne pour juillet la même année. La tournée s'effectuera à l'est et à l'ouest de l'Europe pendant deux semaines, et verra le groupe jouer à l'Obscene Extreme Fest en République tchèque et Exit Fest en Serbie.

## Style musical
Toxic Holocaust s'inspire des groupes de thrash metal tels que Slayer, de crossover comme D.R.I. mais ajoute également des sonorités punk hardcore, ramenant à des groupes comme Discharge.

## Discographie

### Albums studio
- 2003 : Evil Never Dies
- 2005 : Hell on Earth
- 2008 : An Overdose of Death...
- 2011 : Conjure and Command
- 2013 : Chemistry of Conciousness
- 2019  : Primal Future: 2019

### Démos
- 1999 : Radiation Sickness
- 2002 : Critical Mass
- 2004 : Promo 2004

### Splits
- 2001 : Toxic Holocaust - Orichniki
- 2002 : Implements of Mass Destruction Nuclear Apocalypse:666
- 2004 : Outbreak of Evil
- 2004 : Thrashbeast from Hell
- 2005 : Blasphemy, Mayhem, War
- 2005 : HRPS Vol.1'
- 2006 : Don't Burn the Witch
- 2008 : Speed n' Spikes Vol. I
- 2010 : Toxic Holocaust - Inepsy
- 2011 : Japanese Benefit
- 2012 : Toxic Holocaust - Municipal Waste

### EP
- 2007 : Only Deaf is Real (Live)

### Compilations
- 2004 : Toxic Thrash Metal

## Membres

### Membres actuels
- Joel Grind - chant, guitare (depuis 1999), basse, batterie (1999-2008)
- Nick Bellmore - batterie (depuis 2009)
- Phil Zeller - basse (depuis 2008)

### Ancien membre
- Al Positions - batterie (2008-2009)